# Trying to Recall (album)
Trying to Recall è l'album di debutto della cantante svedese Marie Lindberg, pubblicato il 21 marzo 2007 su etichetta discografica Bolero Records. L'intero disco è stato prodotto da Patrik Frisk.
L'album è anticipato dal singolo eponimo, con cui Marie ha partecipato a Melodifestivalen 2007, il più importante festival musicale annuale in Svezia. Il brano è arrivato quinto nella competizione, e si è piazzato quarto nella classifica dei singoli più venduti in Svezia. Un secondo singolo, Seize the Day, è stato pubblicato sulle piattaforme digitali alla fine del 2007.
A febbraio 2007, un mese prima dell'uscita del disco, è stato reso noto che i preordini in tutta la Svezia ammontavano a 20 000 copie. L'album ha debuttato alla vetta della classifica degli album più venduti in Svezia nella settimana del 29 marzo 2007 ed è rimasto in classifica per 16 settimane, quattro delle quali nella top ten.

## Tracce
CD e download digitale
1. Leona (Under Her Skin) – 3:25
2. Blame It on Fate – 2:54
3. Trying to Recall – 3:03
4. Bound to Die – 2:31
5. This Time – 3:11
6. Seize the Day – 3:56
7. Why Can't We Kiss – 3:08
8. All That I Am – 3:13
9. Suppose I Don't Love You – 3:03
10. Revolt – 2:51
11. Whatever Will Happen – 3:28

## Formazione
- Marie Lindberg - voce
- Patrik Frisk - tastiera, basso
- Andreas Edin - chitarra
- Chris Rehn - chitarra
- Kristian Thuresson - chitarra
- Jan Robertsson - percussioni

## Classifiche
| Classifica (2007) | Posizione massima |
| ----------------- | ----------------- |
| Svezia            | 1                 |